# Venusia ilara
Venusia ilara là một loài bướm đêm trong họ Geometridae.